# Formazione degli Electric Light Orchestra
La seguente è una lista di tutti i membri della band Electric Light Orchestra. Attivi dal 1970, gli Electric Light Orchestra si sciolsero ufficialmente per la prima volta nel 1986. Due mesi dopo la formazione firmarono un contratto con la Columbia Records per la distribuzione, con la quale pubblicarono il loro album d'esordio eponimo.
Nel corso dei decenni la band subì molti cambi di formazione. Durante l'era classica, 1970-1975, Jeff Lynne  e il tastierista Richard Tandy erano gli unici membri costanti, mentre dal 1976 nessun violoncellista fece parte della formazione ufficiale. Dopo la morte di Tandy nel 2024, Lynne è diventato l'unico membro originario rimasto nella band.

## Storia

### Prima della formazione 1968-1969
Nel 1968, Roy Wood - chitarrista, cantante e compositore dei Move - ebbe l'idea di formare una nuova band che avrebbe usato violini, violoncelli, bassi d'archi, corni e fiati per dare alla loro musica un suono classico, permettendo alla musica rock di "riprendere da dove i Beatles avevano lasciato..." in una nuova direzione. Gli strumenti orchestrali sarebbero stati l'obiettivo principale, piuttosto che le chitarre.

### La seconda fase
Il 12 luglio 1970, quando Wood aggiunse diversi violoncelli ad una canzone scritta da Lynne destinata ad essere una B-side dei Move, il nuovo concetto divenne realtà e "10538 Overture" divenne la prima canzone della Electric Light Orchestra. Il piano originale era di terminare The Move dopo l'uscita dell'album Looking On alla fine del 1970, passando alla nuova unità nel nuovo anno. 
Ma per aiutare a finanziare la neonata band, un altro album dei Move, Message from the Country, fu registrato durante le lunghe registrazioni ELO e pubblicato a metà del 1971. L'album di debutto The Electric Light Orchestra fu pubblicato nel dicembre 1971. Solo il trio di Wood, Lynne e Bevan suonò in tutte le canzoni, con Bill Hunt che fornì le parti di corno francese e Steve Woolam che suonò il violino.
È stato pubblicato negli Stati Uniti nel marzo 1972 con il titolo No Answer. Il nome è stato scelto dopo che un segretario della casa discografica aveva cercato di chiamare la società britannica per ottenere il nome dell'album. Non erano disponibili, quindi ha lasciato un biglietto che diceva "Nessuna risposta".  "10538 Overture" divenne una delle prime dieci hit del Regno Unito. Con gli album di entrambe le band nei negozi contemporaneamente, gli ELO apparvero entrambi in televisione durante questo periodo.
Il concerto di debutto di ELO ebbe luogo il 16 aprile 1972 al Greyhound Pub di Croydon,  con una formazione di Wood, Lynne, Bevan, Bill Hunt (tastiere / corno francese), Andy Craig (violoncello), Mike Edwards (violoncello), Wilfred Gibson (violino), Hugh McDowell (violoncello) e Richard Tandy (basso).
Tuttavia, questa formazione non durò a lungo. Prima Craig se ne andò, e poi Wood, durante le registrazioni per il secondo LP della band. Portando con sé Hunt e McDowell, Wood lasciò la band per formare i Wizzard. Entrambi citarono problemi con il loro manager, Don Arden, che Wood riteneva fallito nel suo ruolo, e un tour insoddisfacente in Italia, dove i violoncelli e i violini non potevano essere ascoltati sugli strumenti elettrici. 
Tuttavia, Arden avrebbe gestito Wizzard, nonostante i commenti negativi di Wood nei confronti di Arden. Nonostante le previsioni della stampa musicale che la band si sarebbe sciolta senza Wood, che era stato la forza trainante dietro la creazione di ELO, Lynne si fece avanti per guidare la band, con Bevan, Edwards, Gibson e Tandy (che era passato dal basso alle tastiere per sostituire Hunt) rimanendo dalla formazione precedente, e le nuove reclute Mike de Albuquerque e Colin Walker che si unirono alla band al basso e al violoncello.
Nel 1972 gli ELO fecero anche la loro prima apparizione su American Bandstand. Durante la registrazione del terzo album, Gibson fu licenziato dopo una disputa sui soldi, Mik Kaminski si unì come violinista e Walker se ne andò.

### La terza fase
Dopo l'uscita di Eldorado, Kelly Groucutt fu reclutato come bassista e all'inizio del 1975, Melvyn Gale sostituì Edwards al violoncello. La line-up si stabilizzò quando la band prese un suono decisamente più accessibile. Gli ELO avevano avuto successo negli Stati Uniti a questo punto e il gruppo era un'attrazione di punta nel circuito degli stadi e delle arene, e apparve su The Midnight Special più di qualsiasi altra band nella storia di quello spettacolo con quattro apparizioni (nel 1973, 1975, 1976 e 1977).
Questa formazione continuò e pubblicò gli album Face the Music (1975), A New World Record (1976) e Out of the Blue (1977). Nel 1981, il suono di ELO cambiò di nuovo con il concept album di fantascienza Time, un ritorno ai precedenti album di rock progressivo come Eldorado. Con la sezione degli archi ormai scomparsa, i sintetizzatori assunsero un ruolo dominante, così come la tendenza nella più ampia scena musicale del tempo; anche se gli archi in studio erano presenti in alcune delle tracce dirette da Rainer Pietsch, la band intraprese il loro ultimo tour mondiale per promuovere l'LP. Per il tour, Kaminski tornò nella formazione al violino, mentre Louis Clark (sintetizzatori) e Dave Morgan (chitarra, tastiere, sintetizzatori, voce) si unirono alla formazione sul palco. Clark aveva precedentemente gestito gli arrangiamenti degli archi per la band.

### Il presente
Nel 2017 hanno suonato il loro tour "Alone in the Universe". Nello stesso anno, il 7 aprile, suonarono alla Rock and Roll Hall of Fame come furono introdotti durante la 32ª cerimonia annuale di induzione.
La band ha continuato a fare tour nel 2018 in Nord America e in Europa. Un video è stato creato per la città di Birmingham che ha utilizzato la registrazione originale di "Mr. Blue Sky" come musica; questo è stato giocato alla cerimonia di chiusura dei Giochi del Commonwealth di Gold Coast 2018 durante la presentazione di Birmingham 2022. [39]
Il 3 agosto 2018, Secret Messages è stato ristampato "come originariamente concepito" come doppio album. Includeva diverse tracce tagliate, come la bonus track esclusiva del CD "Time After Time", le esclusive B-side "Buildings Have Eyes" e "After All", le inedite Afterglow "Mandalay" e "Hello My Old Friend", e le esclusive della ristampa del 2001 "Endless Lies" e "No Way Out".
Il 22 ottobre 2018, Lynne ha annunciato che gli ELO di Jeff Lynne avrebbero intrapreso un tour nordamericano 2019 da giugno ad agosto 2019 
Gli ELO hanno pubblicato il loro 14º album, From Out of Nowhere, il 1º novembre 2019. Mentre un tour dell'album è stato annunciato per iniziare nell'ottobre 2020, la pagina Twitter ufficiale ELO di Jeff Lynne ha poi annunciato che il tour è stato cancellato a causa della pandemia di COVID-19.

## Formazioni

### Formazione attuale
- Jeff Lynne voce - chitarra ritmica (1970-presente)
- Milton McDonald - chitarra solista (2017-presente)
- Bernie Smith - tastiera (2013-presente)
- Donavan Hepburn - batteria (2021-presente)

Turnisti attuali
- Melanie Lewis-McDonald, voce (2014-presente)
- Rosie Langley, violino (2016-presente)
- Amy Langley, violoncello (2016-presente)
- Jessica Cox, violoncello (2016-presente)

### Ex componenti
- Roy Wood - basso, clarinetto, sassofono, oboe, violoncello (1971-1972)
- Steve Woolam - violino (1970-1971)
- Bill Hunt - violoncello (1971-1972)
- Mark Edwards, violoncello (1970-1973)
- Colin Walker - violoncello (1972-1973)
- Wilf Gibson - violino (1971-1974)
- Mike de Albuquerque, basso (1973-1974)
- Bev Bevan, batteria (1971-1986)
- Kelly Groucutt, basso (1975-1983)
- David Scott Morgan, chitarra (1981-1986)
- Mik Kaminski - violino (1974-1983)
- Iain Hornal, chitarra elettrica (2011-2016)
- Hugh McDowell, violoncello (1973-1979)
- Melvyn Gale, violoncello (1975-1979)
- Gregg Bissonette, batteria (1990-2003)
- Matt Bissonette, basso (2000-2009)
- Lee Pomeroy, basso elettrico (2018-2021)
- Richard Tandy - tastiera, basso (1973-2024)

Ex turnisti
- Louis Clark, tastiera (1981-1986)
- David Scott Morgan, chitarra (1981-1986)
- Marc Mann, chitarra, tastiera (2000-2001;2014)
- Rosie Vela, voce (2000-2001)
- Mick Wilson, percussioni (2013-2014)
- Chereene Allen, violino (2013-2014)
- Steve Turner, chitarra (2017-2020)